# Rupeltunnel
De Rupeltunnel is een tunnel in de gemeente Boom onder het Zeekanaal Brussel-Schelde en onder de Rupel. De tunnel is een onderdeel van de autosnelweg A12.
Ten zuidoosten van de tunnel bevinden zich de Rupelbrug en de Boulevardbrug (resp. over de Rupel en het Zeekanaal. Voor de aanleg van de tunnel reed al het wegverkeer over deze twee bruggen. De toenemende verkeersdrukte bij deze twee bruggen leidde in 1971 tot de bouw van de Rupeltunnel. Deze werd in 1982 geopend, iets meer dan zes jaar later dan voorzien. Het is de enige Belgische tunnel die onder twee waterlopen gaat. De tunnel werd gebouwd door de Tijdelijke Vereniging
Rupeltunnel (CFE, Ackermans & van Haaren, Franki, Belgische Beton Mij.) in opdracht van het Bruggenbureau van het toenmalige Ministerie van Openbare Werken.
Ten noordwesten van de tunnel rijden de treinen op de enkelsporige spoorlijn 52 nog steeds over twee opeenvolgende bruggen over de Rupel en het Zeekanaal.